# Wat Phra That Doi Suthep
Wat Phra That Doi Suthep (em tailandês: วัดพระธาตุดอยสุเทพราชวรวิหาร), também conhecido somente por Doi Suthep, é um templo budista Theravada e mosteiro real, localizado no Parque Nacional Doi Suthep-Pui, na província tailandesa de Chiang Mai.

## História
Durante o século XIV, o Rei Guna recebeu duas relíquias de Buda, dado pelo Rei Sumonthera de Sukhothai. Uma das relíquias foi consagrada no Wat Suan Dok; a outra relíquia foi levada por um elefante, que se dirigiu até o topo da montanha Doi Suthep, ajoelhou e se recusou a andar; acreditando ser um elefante auspicioso, o rei mandou construir no local uma estupa para consagrar a relíquia.
Durante a dinastia Kaew, a estupa foi ampliada; e em 1757, o abade Mahayana Mongkol Bodhithera mandou construir uma escada de acesso ao templo; mais tarde, a escada foi substituída por uma escadaria Naga.
Em 1934 foi construída a estrada que leva até o templo, pelo governador Chao Kaew Nawarata, a pedido do guru Kruba Sriwichai de Wat Ban Pang, localizada na província de Lamphun.
Em 31 de maio de 1963, o templo foi estabelecido como um mosteiro real do Templo Real.

## Construção
O templo foi construído próximo ao pico da montanha Doi Suthep, aproximadamente a 1.055 metros acima do nível do mar.
O acesso ao complexo do templo se dá através de uma escadaria, ladeada por figuras da divindade Naga com 7 cabeças; as figuras de Naga foram construídas em gesso por Bonz Mahayan Mongkolpoti.
Na área interna do complexo, no centro, foi construída uma estupa Chiang Saen, com base alta quadrada, e topo em forma octogonal coberto com placas de ouro (Thong Changko). Abaixo da base, se encontra a relíquia de Buda, que foi cercada com uma cerca de lanças (Sattribunchon); nos quatro cantos da estupa, foram instaladas uma estrutura em latão simbolizando a tranquilidade, e também foi construído uma pequena torre em forma de pináculo em consagração aos 4 Thao Lokban; nas quatro laterais, foi construído um pequeno templo (Hoi Yo) com uma imagem de Buda.
No templo principal está localizada a principal imagem do Buda, uma estátua dourada de 2 metros de altura.

## Cultos
A cerimônia de mérito ocorre todos os dias, no início da manhã, com os monges do templo iniciando com um canto, onde todos podem participar; logo após ao canto, a cerimônia de mérito é voltada para as pessoas das aldeias vizinhas.
Na 15ª noite do 6º mês, com base no calendário lunar da Tailândia, ocorre o Vesak para adorar a relíquia do Buda. Inicia com uma procissão com os monges recitando paritta e os devotos levando velas e incensos, percorrem pela estrada que leva ao templo até chegar na estupa. Ao chegar, fazem os rituais de puja, acendem velas e fazem meditação.

## Turismo
O complexo do templo está aberto para visitação, com entrada paga e com horário restrito. Pode acessar o complexo através de uma escadaria ou funicular. Há restrição de vestimentas, onde não é permitido usar shorts ou saia, e deixar os ombros a mostra. No complexo há um museu que conta a história da origem do templo e sua construção.

## Galeria de fotos

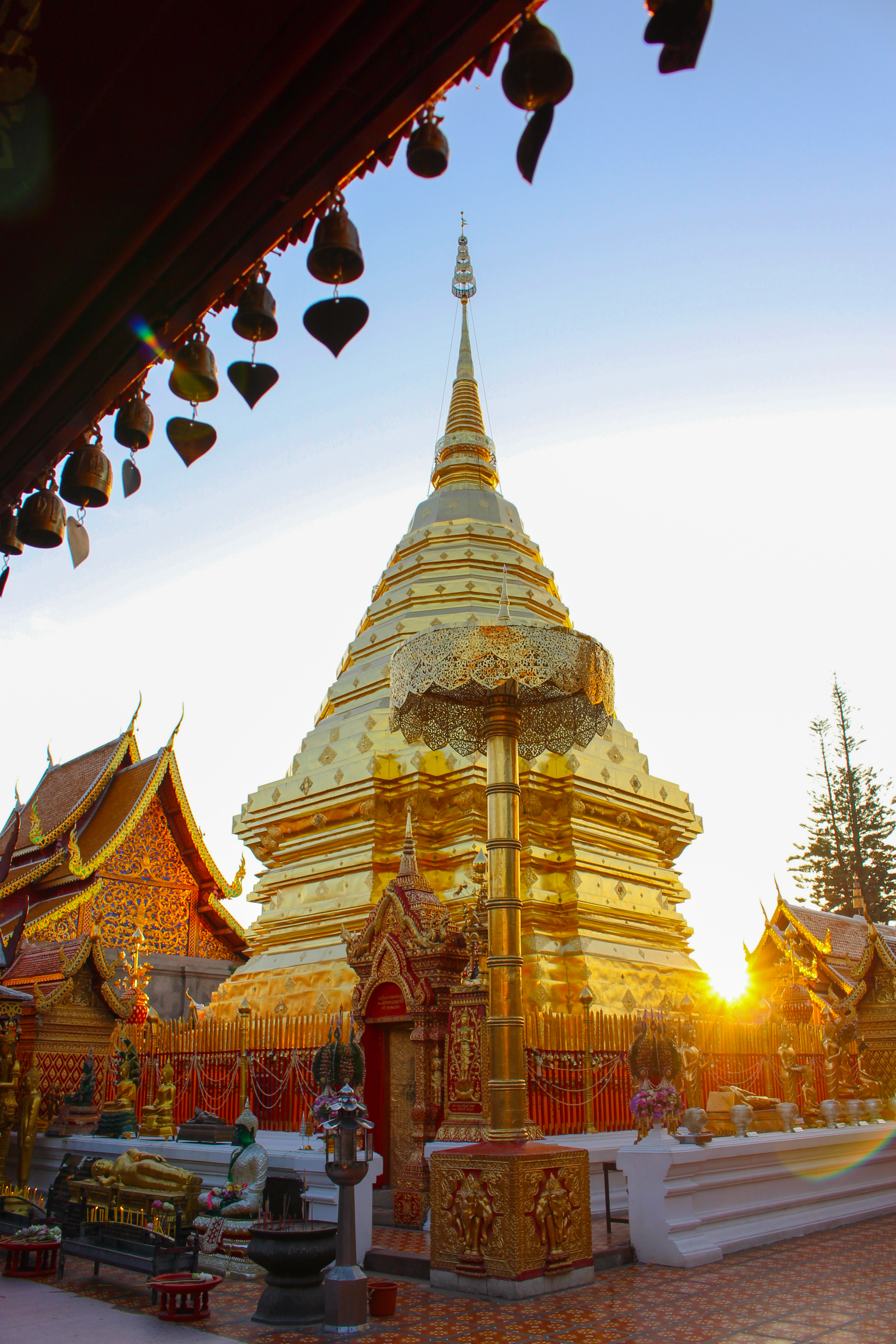
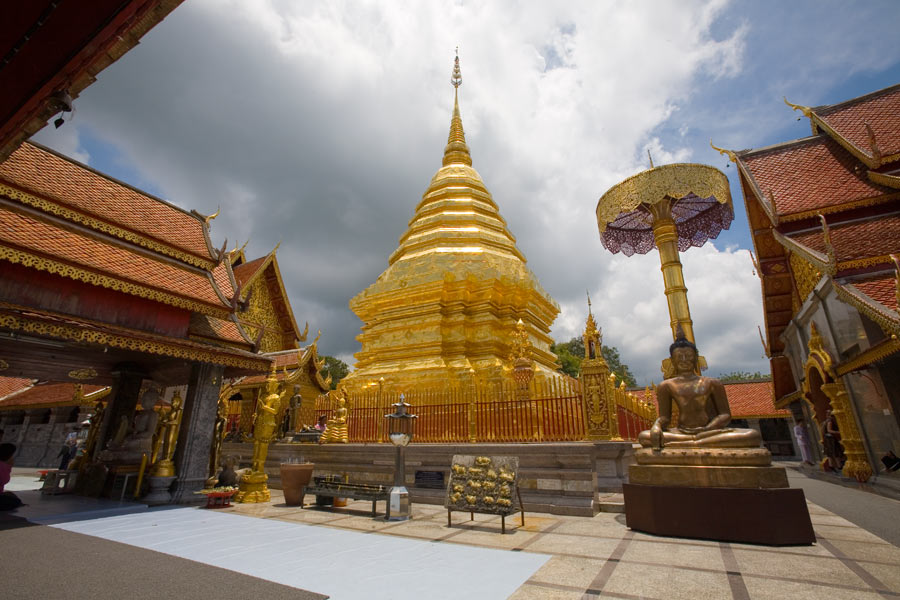
Estupa
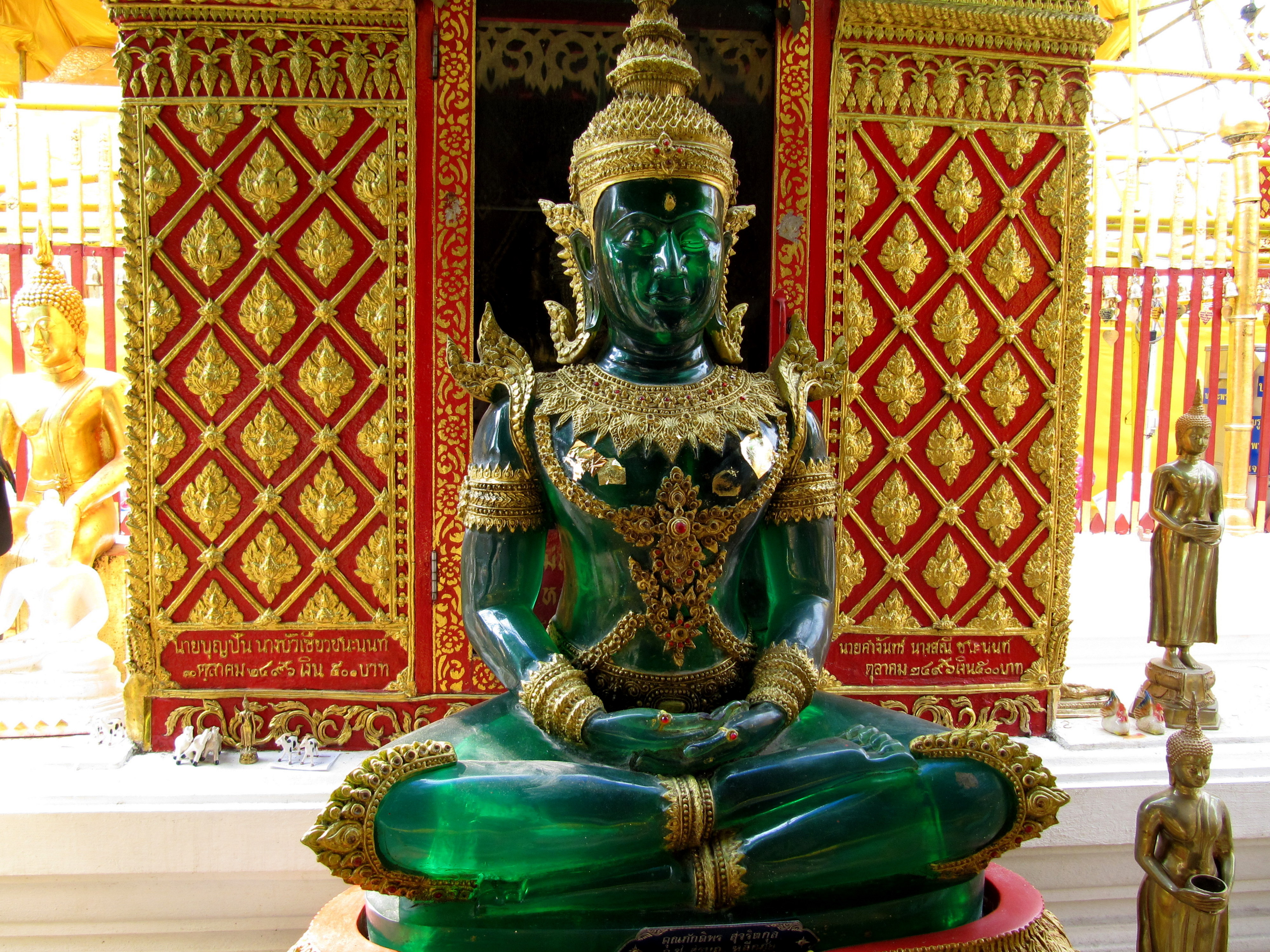
Réplica do Buda de esmeralda
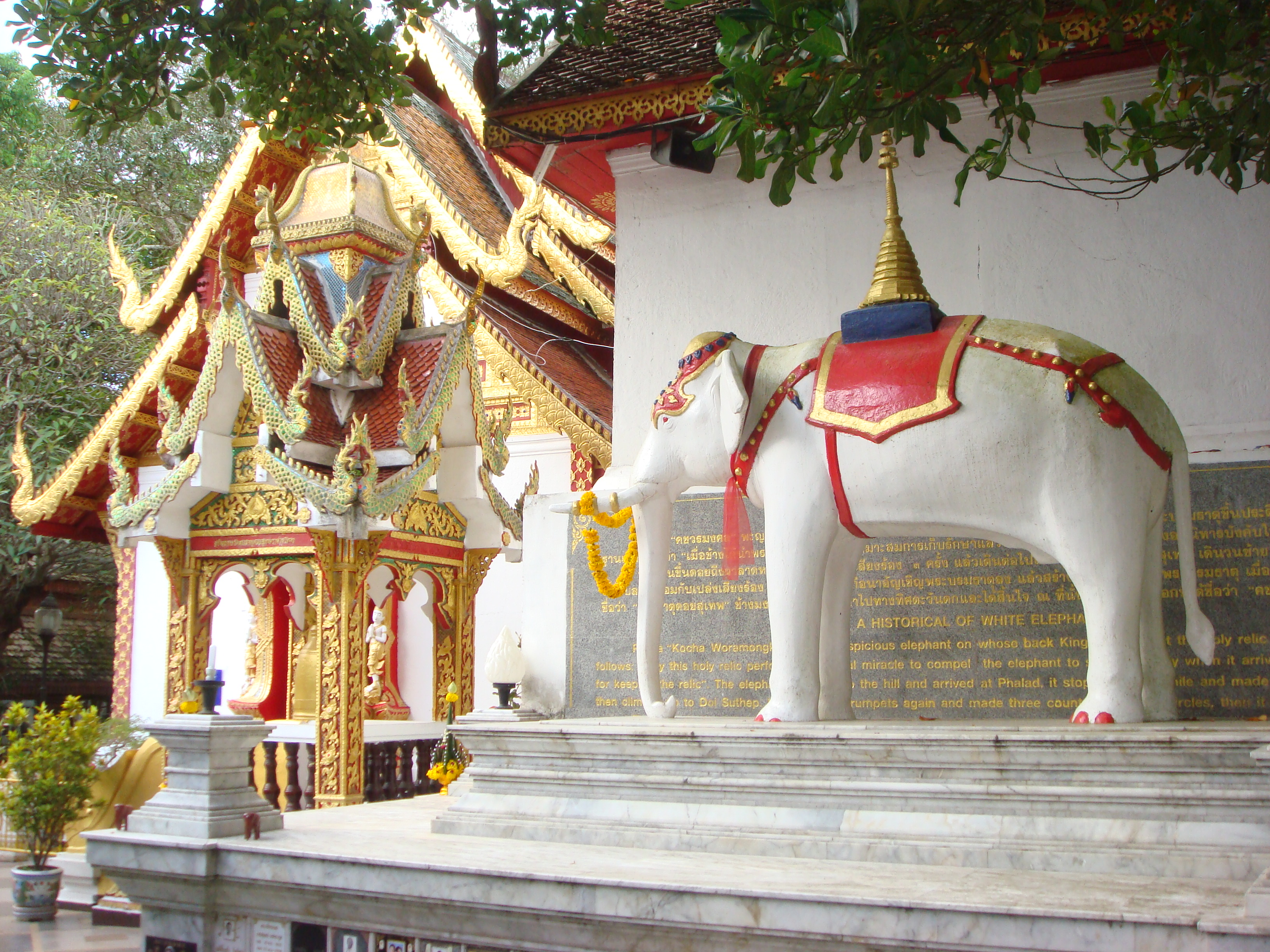
Figura do elefante auspicioso
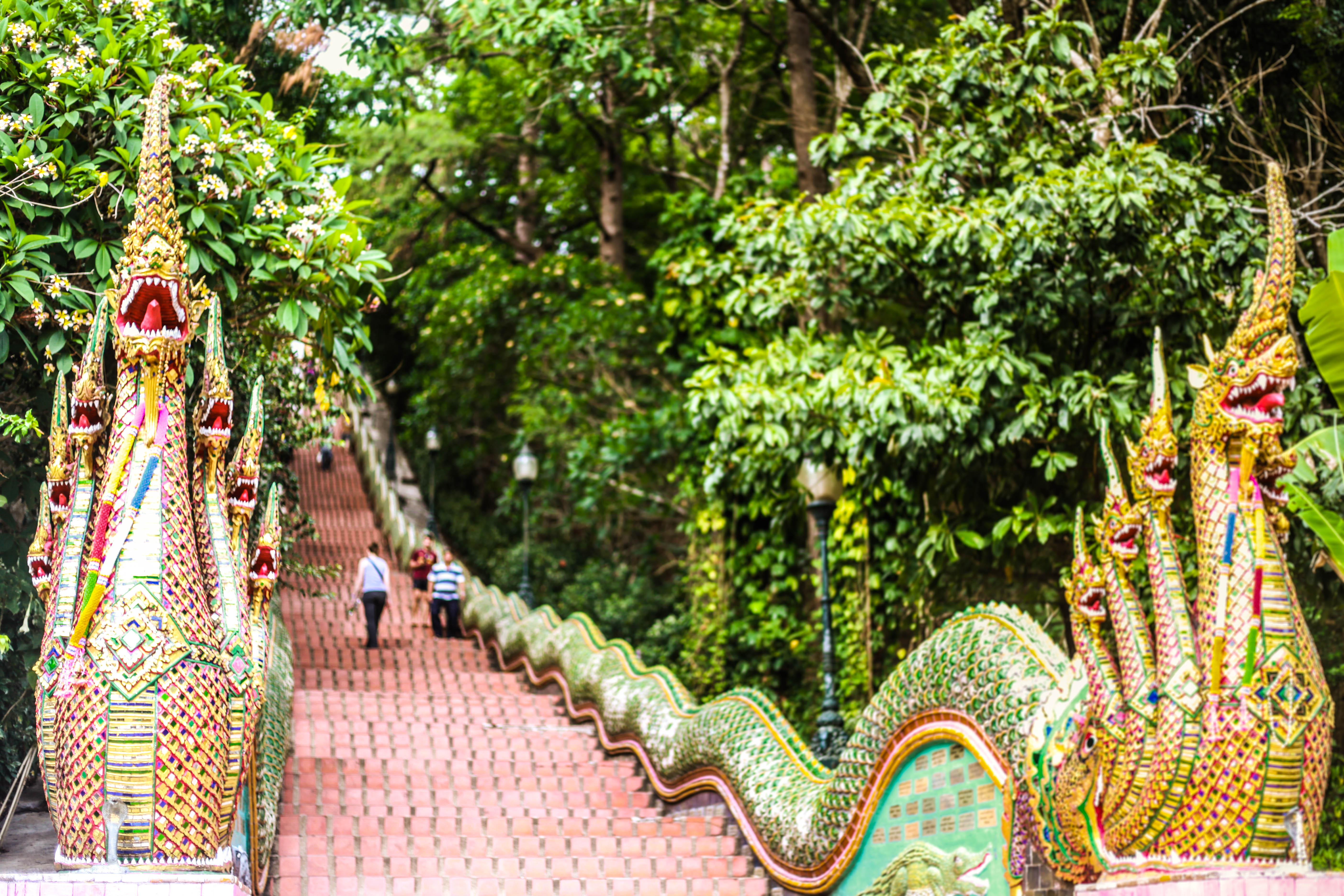
Escadaria Naga
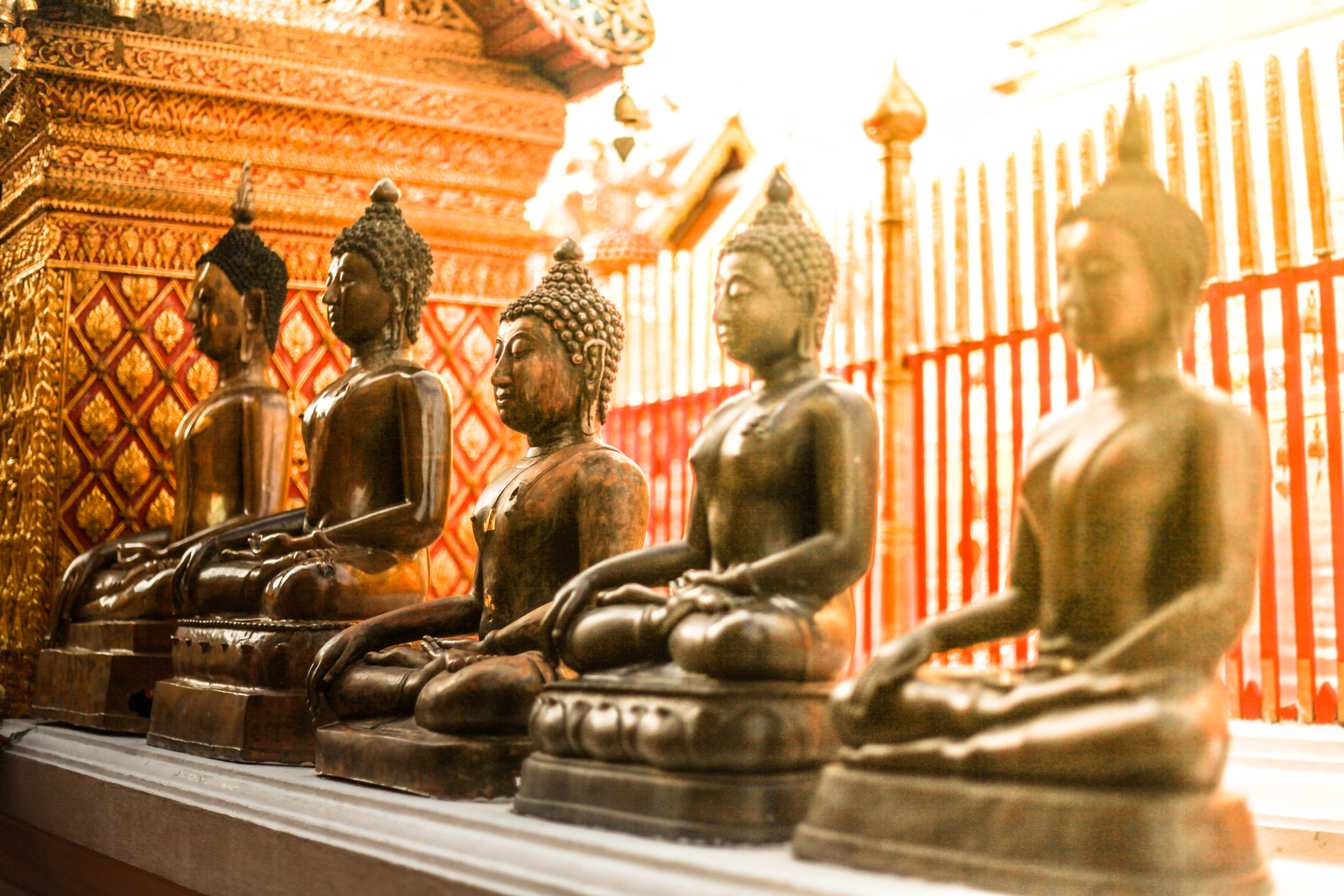
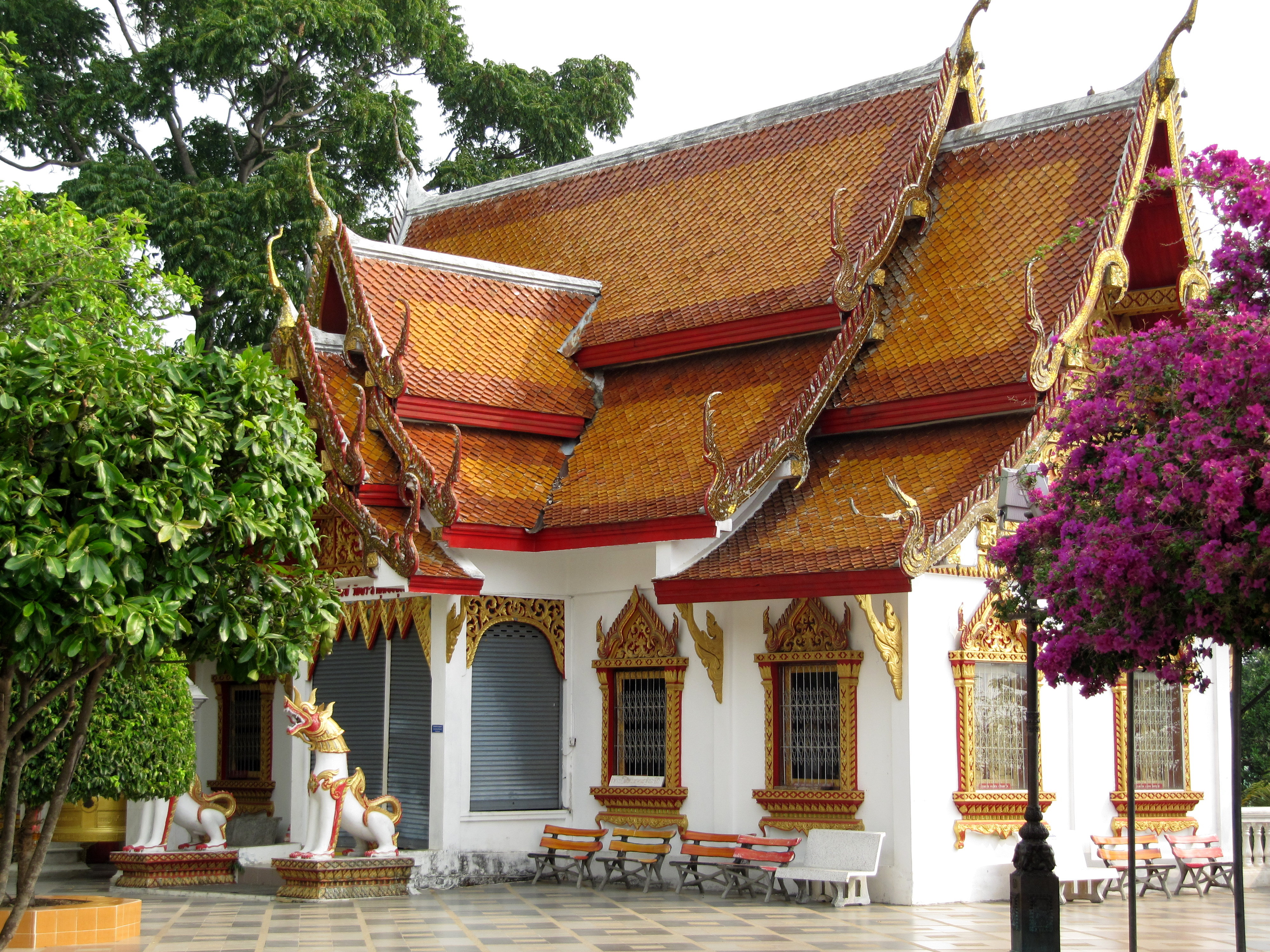
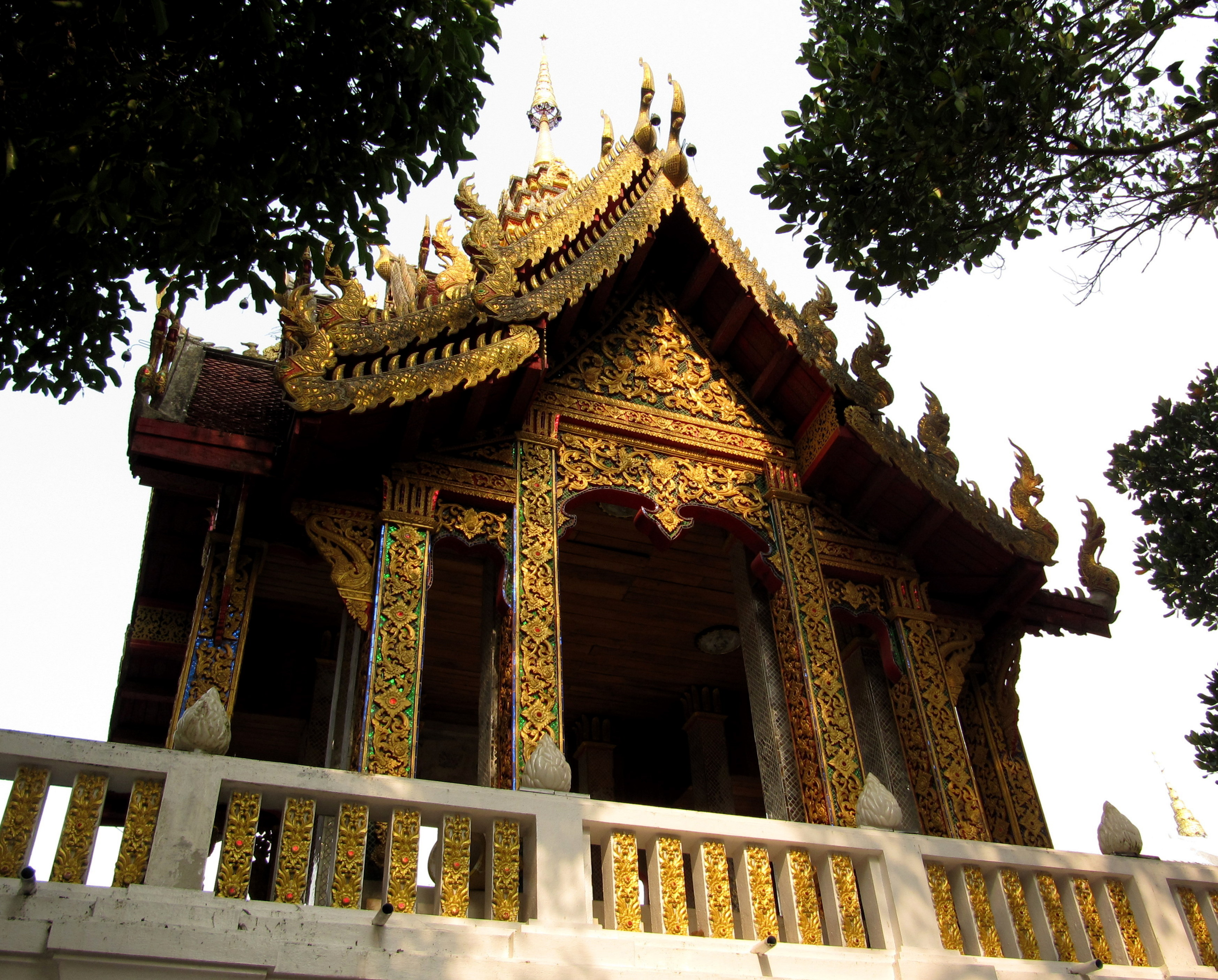
Templo de madeira
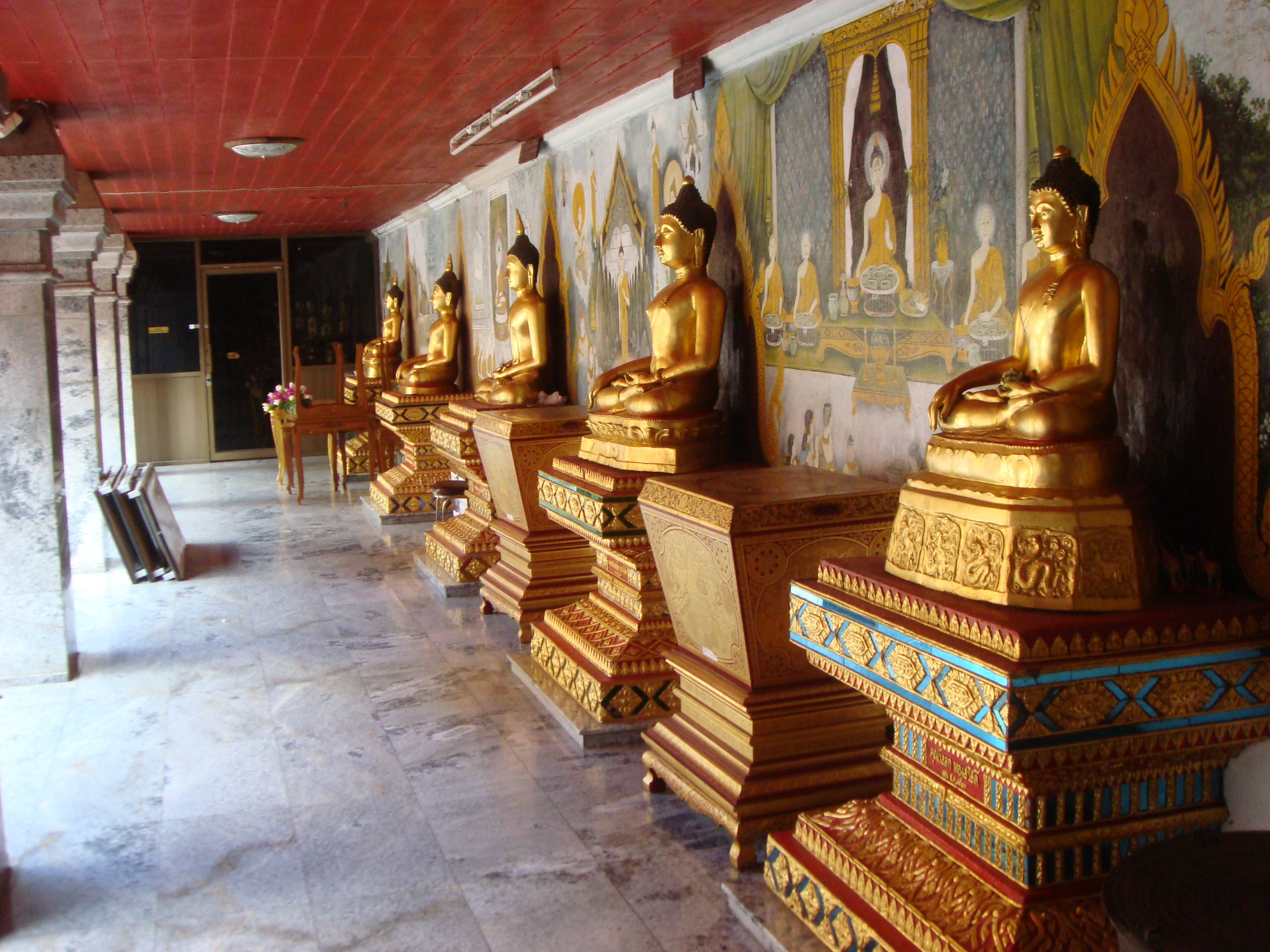
Pinturas ao redor da estupa e imagens de Buda.